# 魯近暹
魯近暹（1601年—？），號繡林，湖廣德安府孝感縣人，明末清初政治人物。

## 生平
崇禎九年（1636年）丙子科湖廣鄉試第七十一名舉人，十年（1637年）中式丁丑科會試第四十二名，三甲第七十二名進士。吏部觀政，十二年（1639年）授行人司行人，十七年（1644年）升工部虞衡司主事，改吏部驗封司主事，弘光元年（1645年）起為吏部考功司主事，改文選司主事。
後降清，以洪承疇舉薦，順治三年（1646年）九月起為浙江按察司僉事、分巡溫處。

## 家族
曾祖魯必懷；祖父魯仲禎；父魯悌。